# Подложка (електроника)
Подложка (пластина) (на английски: wafer) е тънка пластина от полупроводников материал (например силиций) която се използва при производството на интегрални схеми и слънчеви батерии и други полупроводникови елементи.

## Производство
Подложките се формират от чист, почти без дефекти монокристал. Един от начините за производство на подложки е Процес на Чохралски изобретен от полския химик Ян Чохралски. При този процес цилиндричната заготовка се „изтегля“ от разтопения силиций. След това монкристалната заготовка се нарязва с диамантени остриета и след това се полира за да бъдат получени подложки.

### Стандартни размери
Силициевите подложки имат размери от 1 inch (25.4 mm) до 11.8 inches (300 mm). Поради едновременната обработка на много чипове на една подложка, с нарастването на размера се намалява цената на един чип и се подобрява производителноста.
- 1 inch (25.4 mm). Дебелина 275 µm.
- 2 inch (50.8 mm). Дебелина 275 µm.
- 3 inch (76.2 mm). Дебелина 375 µm.
- 4 inch (100 mm). Дебелина 525 µm.
- 5 inch (125 mm). Дебелина 625 µm.
- 6 inch (150 mm). Дебелина 675 µm.
- 8 inch (200 mm). Дебелина 725 µm.
- 12 inch (300 mm). Дебелина 775 µm.

Подложките от друг материали обикновено не надвишават 100 mm, или имат различна дебелина от силициевите със същия диаметър. Дебелината на подложката се определя от механичните свойства на използвания материал. Подложката трябва да бъде достатъчно здрава, за да издържа собственото си тегло без да се счупи по време на обработка.